# Lista monumentelor istorice din București, sector 6

Simbol pentru monumentele istorice

Lista monumentelor istorice din sectorul 6 cuprinde monumentele istorice din sectorul 6 al municipiului București înscrise în Patrimoniul cultural național al României. Lista completă este menținută și actualizată periodic de către Ministerul Culturii, Cultelor și Patrimoniului Național din România, ultima versiune datând din 2015.
Puteți căuta monumente istorice din orice sector folosind formularul de mai jos:
| Cod LMI                               | Denumire                                                                                          | Localitate           | Localizare | Datare, Creatori                                                                          | Imagine               | Erori             |
| ------------------------------------- | ------------------------------------------------------------------------------------------------- | -------------------- | --- | ----------------------------------------------------------------------------------------- | --------------------- | ----------------- |
| B-I-s-A-17884 (RAN: 179132.124)       | Mănăstirea Chiajna - Giulești                                                                     | municipiul București | Cartierul Giulești, pe malul nordic al Dâmboviței, suprapus de Șoseaua de centură și de str. Poiana Trestiei; carou cadastral 3 - 4; UT 44.47499°N 26.01085°E                                                            |                                                                                           | Alte imagini          | Raportează eroare |
| B-I-m-A-17884.01 (RAN: 179132.124.01) | Ruinele mănăstirii Chiajna                                                                        | municipiul București | Cartierul Giulești, pe malul nordic al Dâmboviței, suprapus de Șoseaua de centură și de str. Poiana Trestiei; carou cadastral 3 - 4; UT 44.47922°N 25.99807°E                                                            | sec. XVIII Johannes Rathner                                                               | Alte imagini          | Raportează eroare |
| B-I-m-A-17884.02 (RAN: 179132.124.02) | Așezare                                                                                           | municipiul București | Cartierul Giulești, pe malul nordic al Dâmboviței, suprapus de Șoseaua de centură și de str. Poiana Trestiei; carou cadastral 3 - 4; UT                                                                                  | sec. XVIII                                                                                | Încarcă foto \| video | Raportează eroare |
| B-I-m-A-17884.03 (RAN: 179132.124.03) | Așezare                                                                                           | municipiul București | Cartierul Giulești, pe malul nordic al Dâmboviței, suprapus de Șoseaua de centură și de str. Poiana Trestiei; carou cadastral 3 - 4; UT                                                                                  | sec. IX - XI                                                                              | Încarcă foto \| video | Raportează eroare |
| B-I-m-A-17884.04 (RAN: 179132.124.04) | Așezare                                                                                           | municipiul București | Cartierul Giulești, pe malul nordic al Dâmboviței, suprapus de Șoseaua de centură și de str. Poiana Trestiei; carou cadastral 3 - 4; UT                                                                                  | sec. III - IV p. Chr.                                                                     | Încarcă foto \| video | Raportează eroare |
| B-I-m-A-17884.05 (RAN: 179132.124.05) | Așezare                                                                                           | municipiul București | Cartierul Giulești, pe malul nordic al Dâmboviței, suprapus de Șoseaua de centură și de str. Poiana Trestiei; carou cadastral 3 - 4; UT                                                                                  | Epoca bronzului, cultura Tei                                                              | Încarcă foto \| video | Raportează eroare |
| B-I-m-A-17884.06 (RAN: 179132.124.06) | Așezare                                                                                           | municipiul București | Cartierul Giulești, pe malul nordic al Dâmboviței, suprapus de Șoseaua de centură și de str. Poiana Trestiei; carou cadastral 3 - 4; UT                                                                                  | Neolitic, cultura Boian                                                                   | Încarcă foto \| video | Raportează eroare |
| B-I-s-A-17886 (RAN: 179132.29)        | Militari - Câmpul Boja                                                                            | municipiul București | Cartierul Militari, pe malul sudic al Lacului Dâmbovița, între Aleea Lacul Morii la N și str. Dâmboviței la S, străpuns de canalul Argeș spre V; carou cadastral 9 - 10 și 11 - 12; PO 11 - 12; NM 44.44944°N 26.02667°E |                                                                                           | Încarcă foto \| video | Raportează eroare |
| B-I-m-A-17886.01 (RAN: 179132.29.09)  | Așezare                                                                                           | municipiul București | Cartierul Militari, pe malul sudic al Lacului Dâmbovița, între Aleea Lacul Morii la N și str. Dâmboviței la S, străpuns de canalul Argeș spre V; carou cadastral 9 - 10 și 11 - 12; PO 11 - 12; NM 44.44944°N 26.02667°E | sec. XVIII - XIX                                                                          | Încarcă foto \| video | Raportează eroare |
| B-I-m-A-17886.02 (RAN: 179132.29.08)  | Așezare                                                                                           | municipiul București | Cartierul Militari, pe malul sudic al Lacului Dâmbovița, între Aleea Lacul Morii la N și str. Dâmboviței la S, străpuns de canalul Argeș spre V; carou cadastral 9 - 10 și 11 - 12; PO 11 - 12; NM 44.44944°N 26.02667°E | sec. IX                                                                                   | Încarcă foto \| video | Raportează eroare |
| B-I-m-A-17886.03 (RAN: 179132.29.07)  | Așezare                                                                                           | municipiul București | Cartierul Militari, pe malul sudic al Lacului Dâmbovița, între Aleea Lacul Morii la N și str. Dâmboviței la S, străpuns de canalul Argeș spre V; carou cadastral 9 - 10 și 11 - 12; PO 11 - 12; NM 44.44944°N 26.02667°E | sec. VI - VII p. Chr.                                                                     | Încarcă foto \| video | Raportează eroare |
| B-I-m-A-17886.04 (RAN: 179132.29.06)  | Așezare                                                                                           | municipiul București | Cartierul Militari, pe malul sudic al Lacului Dâmbovița, între Aleea Lacul Morii la N și str. Dâmboviței la S, străpuns de canalul Argeș spre V; carou cadastral 9 - 10 și 11 - 12; PO 11 - 12; NM 44.44944°N 26.02667°E | sec. III p. Chr.                                                                          | Încarcă foto \| video | Raportează eroare |
| B-I-m-A-17886.05 (RAN: 179132.29.05)  | Așezare                                                                                           | municipiul București | Cartierul Militari, pe malul sudic al Lacului Dâmbovița, între Aleea Lacul Morii la N și str. Dâmboviței la S, străpuns de canalul Argeș spre V; carou cadastral 9 - 10 și 11 - 12; PO 11 - 12; NM 44.44944°N 26.02667°E | sec. IV - III a. Chr.                                                                     | Încarcă foto \| video | Raportează eroare |
| B-I-m-A-17886.06 (RAN: 179132.29.03)  | Așezare                                                                                           | municipiul București | Cartierul Militari, pe malul sudic al Lacului Dâmbovița, între Aleea Lacul Morii la N și str. Dâmboviței la S, străpuns de canalul Argeș spre V; carou cadastral 9 - 10 și 11 - 12; PO 11 - 12; NM 44.44944°N 26.02667°E | Epoca bronzului, cultura Tei                                                              | Încarcă foto \| video | Raportează eroare |
| B-I-m-A-17886.07 (RAN: 179132.29.02)  | Așezare                                                                                           | municipiul București | Cartierul Militari, pe malul sudic al Lacului Dâmbovița, între Aleea Lacul Morii la N și str. Dâmboviței la S, străpuns de canalul Argeș spre V; carou cadastral 9 - 10 și 11 - 12; PO 11 - 12; NM 44.44944°N 26.02667°E | Epoca bronzului, cultura Glina III                                                        | Încarcă foto \| video | Raportează eroare |
| B-I-m-A-17886.08 (RAN: 179132.29.01)  | Așezare                                                                                           | municipiul București | Cartierul Militari, pe malul sudic al Lacului Dâmbovița, între Aleea Lacul Morii la N și str. Dâmboviței la S, străpuns de canalul Argeș spre V; carou cadastral 9 - 10 și 11 - 12; PO 11 - 12; NM 44.44944°N 26.02667°E | Neolitic                                                                                  | Încarcă foto \| video | Raportează eroare |
| B-I-s-A-17887 (RAN: 179132.30)        | Dealul Ciurel                                                                                     | municipiul București | Cartierul Militari, pe malul sud-estic al Lacului Dâmbovița, între acesta, str. Dâmbovița la S și Șos. Virtuții la E; carou cadastral 11 - 12; NM                                                                        |                                                                                           | Încarcă foto \| video | Raportează eroare |
| B-I-m-A-17887.01 (RAN: 179132.30.06)  | Așezare                                                                                           | municipiul București | Cartierul Militari, pe malul sud-estic al Lacului Dâmbovița, între acesta, str. Dâmbovița la S și Șos. Virtuții la E; carou cadastral 11 - 12; NM                                                                        | sec. XVI - XVII                                                                           | Încarcă foto \| video | Raportează eroare |
| B-I-m-A-17887.02 (RAN: 179132.30.05)  | Așezare                                                                                           | municipiul București | Cartierul Militari, pe malul sud-estic al Lacului Dâmbovița, între acesta, str. Dâmbovița la S și Șos. Virtuții la E; carou cadastral 11 - 12; NM                                                                        | sec. IX - XI                                                                              | Încarcă foto \| video | Raportează eroare |
| B-I-m-A-17887.03 (RAN: 179132.30.04)  | Așezare                                                                                           | municipiul București | Cartierul Militari, pe malul sud-estic al Lacului Dâmbovița, între acesta, str. Dâmbovița la S și Șos. Virtuții la E; carou cadastral 11 - 12; NM                                                                        | sec. VI - VII                                                                             | Încarcă foto \| video | Raportează eroare |
| B-I-m-A-17887.04 (RAN: 179132.30.03)  | Așezare                                                                                           | municipiul București | Cartierul Militari, pe malul sud-estic al Lacului Dâmbovița, între acesta, str. Dâmbovița la S și Șos. Virtuții la E; carou cadastral 11 - 12; NM                                                                        | Latène                                                                                    | Încarcă foto \| video | Raportează eroare |
| B-I-m-A-17887.05 (RAN: 179132.30.02)  | Necropolă                                                                                         | municipiul București | Cartierul Militari, pe malul sud-estic al Lacului Dâmbovița, între acesta, str. Dâmbovița la S și Șos. Virtuții la E; carou cadastral 11 - 12; NM                                                                        | Hallstatt                                                                                 | Încarcă foto \| video | Raportează eroare |
| B-I-m-A-17887.06 (RAN: 179132.30.01)  | Așezare                                                                                           | municipiul București | Cartierul Militari, pe malul sud-estic al Lacului Dâmbovița, între acesta, str. Dâmbovița la S și Șos. Virtuții la E; carou cadastral 11 - 12; NM                                                                        | Epoca bronzului, cultura Glina III                                                        | Încarcă foto \| video | Raportează eroare |
| B-I-s-B-17888 (RAN: 179132.31)        | Universitatea Politehnică din București                                                           | municipiul București | Între bd. Iuliu Maniu la S, Universitatea Politehnică la N și str. Baia de Arieș la V; carou cadastral 13 - 14; LK |                                                                                           |                       | Raportează eroare |
| B-I-m-B-17888.01 (RAN: 179132.31.03)  | Necropolă                                                                                         | municipiul București | Între bd. Iuliu Maniu la S, Universitatea Politehnică la N și str. Baia de Arieș la V; carou cadastral 13 - 14; LK | sec. XVI - XVIII                                                                          | Încarcă foto \| video | Raportează eroare |
| B-I-m-B-17888.02 (RAN: 179132.31.02)  | Așezare                                                                                           | municipiul București | Între bd. Iuliu Maniu la S, Universitatea Politehnică la N și str. Baia de Arieș la V; carou cadastral 13 - 14; LK | sec. XVI - XVIII                                                                          | Încarcă foto \| video | Raportează eroare |
| B-I-m-B-17888.03 (RAN: 179132.31.01)  | Așezare                                                                                           | municipiul București | Între bd. Iuliu Maniu la S, Universitatea Politehnică la N și str. Baia de Arieș la V; carou cadastral 13 - 14; LK | Epoca bronzului                                                                           | Încarcă foto \| video | Raportează eroare |
| B-I-s-B-17889                         | Tunel de refugiu al Conacului Golescu Grant                                                       | municipiul București | Str. Țibleș 64, pe malul stâng al Dâmboviței, între str. Zinca Golescu și str. Adrian Fulga; carou cadastral 9 - 10; IH                                                                                                  | sec. XVIII - XIX                                                                          | Încarcă foto \| video | Raportează eroare |
| B-I-s-B-17890 (RAN: 179132.32)        | Vatra satului Cotroceni                                                                           | municipiul București | Cartierul Cotroceni, pe malul drept al Dâmboviței, între Bd. Iuliu Maniu și Vasile Milea la S și Șos. Grozăvești la E; carou cadastral 13 - 14; IH                                                                       | sec. XVI                                                                                  | Încarcă foto \| video | Raportează eroare |
| B-II-s-B-17914                        | Parcelarea Grant                                                                                  | municipiul București | Șos. Giulești - str. Alizeului - str. Dr. Cristian Pascal - str. Chibzuinței - str. Larisa - str. Stoica Vizitiul - Bd. Regiei - Șos. Orhideelor                                                                         | 1912                                                                                      |                       | Raportează eroare |
| B-II-a-B-18508                        | Grădina Botanică                                                                                  | municipiul București | Șos. Cotroceni 32 sector 6 (delimitată de Șos. Cotroceni - Șos. Grozăvești - Splaiul Independenței - str. Dimitrie Brândză) 44.43691°N 26.06635°E                                                                        | sf. sec. XIX - înc. sec. XX Dimitrie Brândză (botanist), Louis Fuchs (arhitect peisagist) | Alte imagini          | Raportează eroare |
| B-II-a-B-18821                        | Fabrica de țigarete „Belvedere”                                                                   | municipiul București | Bd. Regiei nr. 2, șos. Giulești nr. 1-3, sector 6 ( fost Șos. Giulești 1-3 sector 6) 44.44908°N 26.06039°E | sf. sec. XIX - înc. sec. XX                                                               |                       | Raportează eroare |
| B-II-m-B-18821.01                     | Poarta de intrare                                                                                 | municipiul București | Bd. Regiei nr. 2, sector 6 |                                                                                           | Încarcă foto \| video | Raportează eroare |
| B-II-m-B-18821.02                     | Corpul de fabricație (C10)                                                                        | municipiul București | Bd. Regiei nr. 2, sector 6 |                                                                                           | Încarcă foto \| video | Raportează eroare |
| B-II-m-B-18821.03                     | Coșul de fum (C18)                                                                                | municipiul București | Bd. Regiei nr. 2, sector 6 |                                                                                           | Încarcă foto \| video | Raportează eroare |
| B-II-m-B-18821.04                     | Corpul central de fabricație și centrala termică (C15 + C20, parțial)                             | municipiul București | Bd. Regiei nr. 2, sector 6 |                                                                                           | Încarcă foto \| video | Raportează eroare |
| B-II-m-B-18821.05                     | Atelierul de instalații (C9)                                                                      | municipiul București | Bd. Regiei nr. 2, sector 6 |                                                                                           | Încarcă foto \| video | Raportează eroare |
| B-II-m-B-18821.06                     | Atelierul mecanic, garaje (CA-C2 sud - corp A)                                                    | municipiul București | Bd. Regiei nr. 2, sector 6 |                                                                                           | Încarcă foto \| video | Raportează eroare |
| B-II-m-B-18821.07                     | Atelierul mecanic, garaje (CA-C1 sud - corp A)                                                    | municipiul București | Bd. Regiei nr. 2, sector 6 |                                                                                           | Încarcă foto \| video | Raportează eroare |
| B-II-m-B-18821.08                     | Aleea de acces și curte                                                                           | municipiul București | Bd. Regiei nr. 2, sector 6 |                                                                                           | Încarcă foto \| video | Raportează eroare |
| B-II-m-B-18821.09                     | Turnul de apă                                                                                     | municipiul București | șos. Giulești nr. 1-3, sector 6 44.4483°N 26.06181°E |                                                                                           | Încarcă foto \| video | Raportează eroare |
| B-II-m-B-18822                        | Casă de târgoveț                                                                                  | municipiul București | Str. Giulești 208 sector 6 | 1904                                                                                      |                       | Raportează eroare |
| B-II-m-B-18947                        | Stația de Pompare Grozăvești                                                                      | municipiul București | Splaiul Independenței 235-237 sector 6 | sf. sec. XIX - înc. sec. XX                                                               | Încarcă foto \| video | Raportează eroare |
| B-II-m-B-19129                        | Fost pavilion militar - A                                                                         | municipiul București | Bd. Maniu Iuliu 9 sector 6 | sf. sec. XIX - prima jum. sec. XX                                                         | Încarcă foto \| video | Raportează eroare |
| B-II-a-A-19152 (RAN: 179132.95)       | Palatul Cotroceni - Administrația Prezidențială                                                   | municipiul București | Bd. Marinescu Gh. prof. dr. 2 sector 5, Șos. Cotroceni 1-3 sector 6, Bd. Geniului 1 sector 6 44.4337°N 26.0616°E | a doua jum. sec. XVII - sec. XX, 1673-1681, 1893, 1989 Paul Gottereau (arhitect)          | Alte imagini          | Raportează eroare |
| B-II-m-B-19406                        | Biserica „Sf. Gheorghe”                                                                           | municipiul București | Calea Plevnei 122 sector 6 44.4409°N 26.0728°E | 1906                                                                                      |                       | Raportează eroare |
| B-II-a-A-19408 (fost B-II-m-B-19408)  | Spitalul Militar                                                                                  | municipiul București | Calea Plevnei 134 sector 6 44.4418°N 26.072°E | sf. sec. XIX - prima jum. sec. XX                                                         |                       | Raportează eroare |
| B-II-m-B-19408.01                     | Birou_Corp A                                                                                      | municipiul București | Calea Plevnei 134 sector 6 |                                                                                           | Încarcă foto \| video | Raportează eroare |
| B-II-m-B-19408.02                     | Punct control_Corp A                                                                              | municipiul București | Calea Plevnei 134 sector 6 |                                                                                           | Încarcă foto \| video | Raportează eroare |
| B-II-m-B-19408.03                     | Triaj pneumoftiziologie_Corp B                                                                    | municipiul București | Calea Plevnei 134 sector 6 |                                                                                           | Încarcă foto \| video | Raportează eroare |
| B-II-m-B-19408.04                     | Neuro-psihiatrie_Corp B1                                                                          | municipiul București | Calea Plevnei 134 sector 6 |                                                                                           | Încarcă foto \| video | Raportează eroare |
| B-II-m-B-19408.05                     | Urologie-ginecologie_Corp B2                                                                      | municipiul București | Calea Plevnei 134 sector 6 |                                                                                           | Încarcă foto \| video | Raportează eroare |
| B-II-m-A-19408.06                     | Laborator-Anatomie patologică-Morgă_Corp C                                                        | municipiul București | Calea Plevnei 134 sector 6 |                                                                                           | Încarcă foto \| video | Raportează eroare |
| B-II-m-B-19408.07                     | Bloc alimentar_Corp D                                                                             | municipiul București | Calea Plevnei 134 sector 6 |                                                                                           | Încarcă foto \| video | Raportează eroare |
| B-II-m-B-19408.08                     | Serviciu Cazarme-echipament_Corp D1                                                               | municipiul București | Calea Plevnei 134 sector 6 |                                                                                           | Încarcă foto \| video | Raportează eroare |
| B-II-m-B-19408.09                     | Centrală termică (parțial) _Corp D3                                                               | municipiul București | Calea Plevnei 134 sector 6 |                                                                                           | Încarcă foto \| video | Raportează eroare |
| B-II-m-A-19408.10                     | Dermatologie_Corp E                                                                               | municipiul București | Calea Plevnei 134 sector 6 |                                                                                           | Încarcă foto \| video | Raportează eroare |
| B-II-m-B-19408.11                     | Centru medicină preventivă a M. Ap. N._Corp G                                                     | municipiul București | Calea Plevnei 134 sector 6 |                                                                                           | Încarcă foto \| video | Raportează eroare |
| B-II-m-A-19408.12                     | Medicală 1 și gastroenterologie_Corp H1                                                           | municipiul București | Calea Plevnei 134 sector 6 |                                                                                           | Încarcă foto \| video | Raportează eroare |
| B-II-m-A-19408.13                     | Pavilion administrativ_Corp H2                                                                    | municipiul București | Calea Plevnei 134 sector 6 |                                                                                           | Încarcă foto \| video | Raportează eroare |
| B-II-m-B-19408.14                     | Centru implantologie, imagistică medicală și medicină nucleară_Corp H3                            | municipiul București | Calea Plevnei 134 sector 6 |                                                                                           | Încarcă foto \| video | Raportează eroare |
| B-II-m-B-19408.16                     | Post trafo_Corp J2                                                                                | municipiul București | Calea Plevnei 134 sector 6 |                                                                                           | Încarcă foto \| video | Raportează eroare |
| B-II-a-B-19408.17                     | Monumentul eroilor companiei a II-a sanitară 1916-1919                                            | municipiul București | Calea Plevnei 134 sector 6 |                                                                                           | Încarcă foto \| video | Raportează eroare |
| B-II-m-B-19408.18                     | Scuarul Verde Central                                                                             | municipiul București | Calea Plevnei 134 sector 6 |                                                                                           | Încarcă foto \| video | Raportează eroare |
| B-II-a-B-19413                        | Fabrica de Pâine                                                                                  | municipiul București | Calea Plevnei nr. 145, sector 6 44.44463°N 26.06684°E |                                                                                           | Încarcă foto \| video | Raportează eroare |
| B-II-m-B-19413.01                     | Castel metalic apă (C11 parțial)                                                                  | municipiul București | Calea Plevnei nr. 145, sector 6 44.44498°N 26.06564°E |                                                                                           | Încarcă foto \| video | Raportează eroare |
| B-II-m-B-19413.02                     | Centrală telefonică și poartă - fațada spre stradă (C16 parțial)                                  | municipiul București | Calea Plevnei nr. 145, sector 6 44.44542°N 26.06732°E |                                                                                           | Încarcă foto \| video | Raportează eroare |
| B-II-m-B-19413.03                     | Siloz făină - fațadele (C17 parțial)                                                              | municipiul București | Calea Plevnei nr. 145, sector 6 |                                                                                           | Încarcă foto \| video | Raportează eroare |
| B-II-m-B-19413.04                     | Centrala termică și coșul de fum - zona inițială (C29 parțial)                                    | municipiul București | Calea Plevnei nr. 145, sector 6 44.44463°N 26.06684°E |                                                                                           | Încarcă foto \| video | Raportează eroare |
| B-II-m-B-19413.05                     | Moara veche - zona înaltă (C33 parțial)                                                           | municipiul București | Calea Plevnei nr. 145, sector 6 |                                                                                           | Încarcă foto \| video | Raportează eroare |
| B-II-m-B-19413.06                     | Silozul vechi de grâu (C44)                                                                       | municipiul București | Calea Plevnei nr. 145, sector 6 |                                                                                           | Încarcă foto \| video | Raportează eroare |
| B-II-m-A-19650 (RAN: 179132.102)      | Ruinele Mănăstirii „Chiajna” de la Giulești                                                       | municipiul București | Drumul Săbăreni f.n. sector 6 44.4792°N 25.9981°E | sec. XVIII Johannes Rathner (arhitect)                                                    | Alte imagini          | Raportează eroare |
| B-III-m-B-19972                       | Monumentul infanteristului 1916-1918                                                              | municipiul București | Șos. Cotroceni f.n. sector 6, la intersecția cu Splaiul Independenței 44.43824°N 26.06922°E | 1930, montat în 1931 Spiridon Georgescu (sculptor)                                        |                       | Raportează eroare |
| B-III-m-B-19973                       | Bustul dr. D. Grecescu                                                                            | municipiul București | Șos. Cotroceni 32 sector 6, în Grădina Botanică | 1932, montat în 1938 Ion Dimitriu-Bârlad (sculptor)                                       | Încarcă foto \| video | Raportează eroare |
| B-III-m-B-19974                       | Bustul prof. D. Brândză (1)                                                                       | municipiul București | Șos. Cotroceni 32 sector 6, în Grădina Botanică | 1932, montat în 1934 Ion Dimitriu-Bârlad (sculptor)                                       |                       | Raportează eroare |
| B-III-m-B-19975                       | Bustul prof. D. Brândză (2)                                                                       | municipiul București | Șos. Cotroceni 32 sector 6, în Grădina Botanică |                                                                                           |                       | Raportează eroare |
| B-III-m-B-19976                       | Bustul prof. dr. Em. Teodorescu                                                                   | municipiul București | Șos. Cotroceni 32 sector 6, în Grădina Botanică | post 1949 Vasile Ionescu-Varo (sculptor)                                                  |                       | Raportează eroare |
| B-III-m-B-19977                       | Placă marcând revoluția lui Tudor Vladimirescu                                                    | municipiul București | Șos. Cotroceni 32 sector 6, în Grădina Botanică |                                                                                           | Încarcă foto \| video | Raportează eroare |
| B-III-m-B-19988                       | Două statui „Muncitori”                                                                           | municipiul București | Șos. Giulești 16 sector 6 44.45464°N 26.05665°E | Ion Jalea (sculptor)                                                                      |                       | Raportează eroare |
| B-III-m-B-20010                       | Monumentul eroilor din arma geniului - Leul                                                       | municipiul București | Bd. Maniu Iuliu f.n., colț cu Bd. Geniului sector 6 44.43416°N 26.05861°E | Spiridon Georgescu (sculptor)                                                             |                       | Raportează eroare |
| B-III-m-B-20011                       | Monumentul lui Panait Donici                                                                      | municipiul București | Bd. Maniu Iuliu 1-3 sector 6 44.43441°N 26.05748°E | Oscar Späthe (sculptor)                                                                   | Alte imagini          | Raportează eroare |
| B-III-m-B-20012                       | Obelisc George Caranda                                                                            | municipiul București | Bd. Maniu Iuliu 1-3 sector 6 44.43437°N 26.05675°E |                                                                                           | Alte imagini          | Raportează eroare |
| B-III-m-B-20020                       | Bustul col. farmacist C. Merișanu                                                                 | municipiul București | Calea Plevnei 134 sector 6, în curtea Spitalului Militar |                                                                                           | Alte imagini          | Raportează eroare |
| B-III-m-B-20021                       | Monumentul gen. dr. Atanase Demosthen                                                             | municipiul București | Calea Plevnei 134 sector 6, în curtea Spitalului Militar |                                                                                           | Alte imagini          | Raportează eroare |
| B-III-m-B-20022                       | Monumentul eroilor regimentului I-IV-linie                                                        | municipiul București | Calea Plevnei 134 sector 6, în curtea Spitalului Militar |                                                                                           | Încarcă foto \| video | Raportează eroare |
| B-III-m-B-20023                       | Bustul prof. dr. Zaharia Petrescu                                                                 | municipiul București | Calea Plevnei 134 sector 6, în curtea Spitalului Militar |                                                                                           | Alte imagini          | Raportează eroare |
| B-III-m-B-20024                       | Bust dr. Carol Davila                                                                             | municipiul București | Calea Plevnei 134 sector 6, în curtea Spitalului Militar | Constantin Brâncuși (sculptor)                                                            |                       | Raportează eroare |
| B-III-m-B-20061                       | Monumentul eroilor căzuți în primul război mondial                                                | municipiul București | Bd. Uverturii f.n. sector 6, la intersecția cu str. Dealul Țugulea 44.43823°N 26.03024°E | 1 decembrie 1936 (inaugurat)                                                              |                       | Raportează eroare |
| B-IV-m-B-20080                        | Complex funerar: osuar și morminte individuale, cimitirul eroilor căzuți în primul război mondial | municipiul București | Bd. Ghencea 20 sector 6, Cimitirul Ghencea Militar 44.4183°N 26.0533°E |                                                                                           | Alte imagini          | Raportează eroare |
| B-IV-m-B-20081                        | Mormântul eroilor uciși la 8 noiembrie 1945                                                       | municipiul București | Bd. Ghencea 20 sector 6, Cimitirul Ghencea Militar, fig U bis |                                                                                           | Încarcă foto \| video | Raportează eroare |
| B-IV-m-B-20082                        | Mormântul lui Nicolae Tonitza                                                                     | municipiul București | Bd. Ghencea 20 sector 6, Cimitirul Ghencea Militar, fig. 1 |                                                                                           | Încarcă foto \| video | Raportează eroare |
| B-IV-m-B-20113                        | Cruce în memoria eroilor sanitari căzuți în primul război mondial                                 | municipiul București | Calea Plevnei 134 sector 6, în curtea Spitalului Militar 44.44176°N 26.07203°E |                                                                                           | Încarcă foto \| video | Raportează eroare |
| B-IV-m-B-20955                        | Conacul Golescu-Grant                                                                             | municipiul București | Str. Țibleș 64 sector 6 |                                                                                           | Alte imagini          | Raportează eroare |